# Ludovica Albertoni

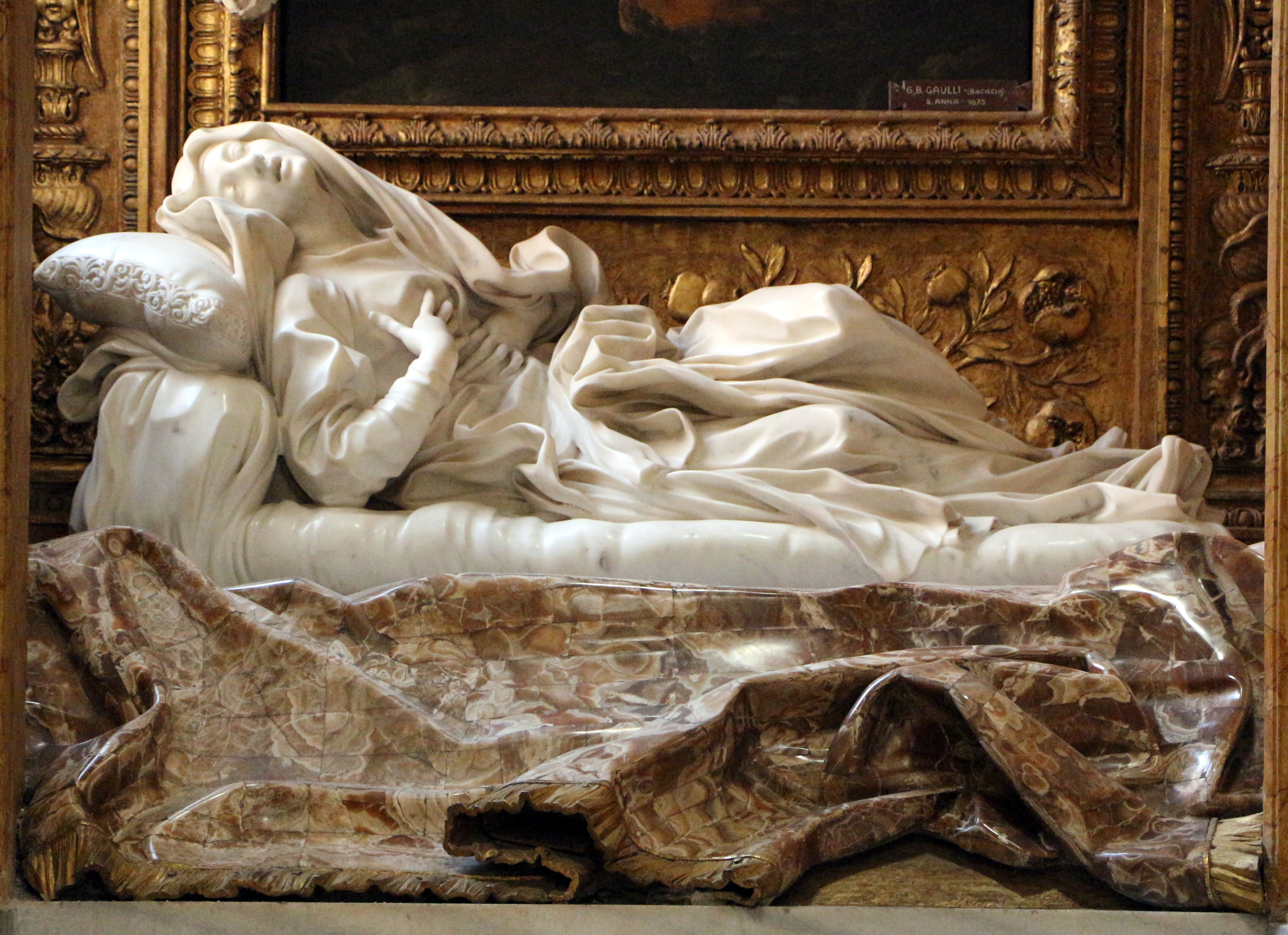
Saliga Ludovica Albertoni
Skulptur utförd av Bernini (1671–1674).

Ludovica Albertoni, född 1474 i Rom, död 31 januari 1533 i Rom, var en italiensk adelsdam, änka. Hon saligförklarades 1671 med minnesdag den 31 januari.
Efter sin makes död 1506 blev hon tertiar i franciskanerorden och ägnade sitt liv åt välgörenhet bland Roms fattiga och sjuka.
Bernini har utfört en skulptur av Ludovica Albertoni i kyrkan San Francesco a Ripa i Trastevere i Rom.